# Abataj-chán
Abataj-chán nebo Abataj-Sajn-chán nebo Abtaj-chán (1554 – 1587) byl severomongolský kníže, zakladatel dynastie Tüšet-chánů. V roce 1578 se setkal s dalajlamou Sönam Gjamccho a prohlásil lamaismus za státní náboženství. Na ruinách hlavního města Mongolské říše Karakorum dal v roce 1586 postavit Erdenedzú, nejstarší buddhistický klášter v Mongolsku.